# Boss (berg- och dalbana)
Boss, även The Boss, är en berg- och dalbana placerad i nöjesparken Six Flags St. Louis, USA. Banan, som är byggd i trä, togs i drift 29 april 2000.